# Chandler (Texas)
Chandler é uma cidade localizada no estado norte-americano de Texas, no Condado de Henderson.

## Demografia
Segundo o censo norte-americano de 2000, a sua população era de 2099 habitantes.
Em 2006, foi estimada uma população de 2571, um aumento de 472 (22.5%).

## Geografia
De acordo com o United States Census Bureau tem uma área de
9,2 km², dos quais 9,1 km² cobertos por terra e 0,1 km² cobertos por água.

## Localidades na vizinhança
O diagrama seguinte representa as localidades num raio de 20 km ao redor de Chandler.